# Pip Pellens
Pip Wilhelmina Petronella Margaretha Pellens (Utrecht, 30 ottobre 1993) è un'attrice, doppiatrice e cantante olandese.

## Biografia

### Vita privata
Pellens è sposata con l'attore Pim Wessels, la coppia ha avuto una figlia, nel settembre 2023: il 21 aprile 2025, Pellens ha annunciato tramite i social media che la coppia ha avuto un'altra figlia: Minne.

## Filmografia

### Cinema
- First Mission - regia di Boris Pavel Conen (2010)
- De verbouwing - regia di Will Koopman (2012)
- Verliefd op Ibiza - regia di Johan Nijenhuis (2013)
- Hartenstraat - regia di Sanne Vogel (2014)
- Michiel de Ruyter - regia di Roel Reiné (2015)
- Fashion Chicks - regia di Jonathan Elbers (2015)
- De Prinses op de Erwt: Een Modern Sprookje - regia di Will Koopman (2016)
- Soof 2 - regia di Esmé Lammers (2016)
- Tuintje in mijn hart - regia di Marc Waltman (2017)
- Just Say Yes - regia di Appie Boudellah e Aram van de Rest (2021)

### Televisione
- Shouf Shouf! - serie TV (2006)
- Keyzer & De Boer Advocaten - serie TV (2006-2008)
- Flikken - Coppia in giallo (Flikken Maastricht) - serie TV (2010)
- Goede tijden, slechte tijden - serie TV (2010-2017)
- On Tour - serie TV (2012)
- Meiden van de Herengracht - serie TV (2015)
- De Ludwigs - serie TV (2016)
- Zomer in Zeeland - serie TV (2018)
- Medisch Centrum West - serie TV (2024)

## Doppiaggio
- Christian Serratos in Ned - Scuola di sopravvivenza
- Bella Thorne in A tutto ritmo, Nemici per la pelle
- Jennette McCurdy in ICarly, Sam & Cat
- Sophie Oda in Zack e Cody al Grand Hotel

### Animazione
- Sarah in Polar Express
- Annie in Little Einsteins
- Kiko in Pokémon: Arceus e il Gioiello della Vita
- Tracy in Codice Angelo
- Margo in Cattivissimo me, Cattivissimo me 2, Cattivissimo me 3, Cattivissimo me 4
- Silvia Woods in Inazuma Eleven GO
- Korra in La leggenda di Korra
- Moppet in Ralph Spaccatutto, Ralph spacca Internet
- Unikitty in The LEGO Movie, The LEGO Movie 2 - Una nuova avventura, Unikitty!
- Star Butterfly in Marco e Star contro le forze del male
- Penny in Mr. Peabody e Sherman
- Carla in Rio 2 - Missione Amazzonia
- Puffetta in I Puffi - Viaggio nella foresta segreta
- Voyd in Gli Incredibili 2
- Giggle McDimples in Toy Story 4
- Atitāya in Raya e l'ultimo drago
- Courtney in Angry Birds 2 - Nemici amici per sempre

## Discografia
- Gaan - singolo (2012)
- 1 Kus - singolo (2021)

## Riconoscimenti
- Gouden Televizier-Ring Gala (2016)

## Doppiatrici italiane
Nelle versioni in italiano delle opere in cui ha recitato, Pip Pellens è stata doppiata da:
- Ughetta d'Onorascenzo in Just Say Yes